# モンテ・モーロ
モンテ・モーロ (Monte Moro) は、ペンニネアルプス山脈の中で、スイスとイタリアが国境を接する位置にある山。モンテ・モーロ峠の西側に位置している。
山名はイタリア語で「ムーア人の山」を意味し、939年にムーア人がザース谷に侵攻したことにちなむ地名とされている。